# Command interpreter
Een command interpreter is een deel van een computer operating system of - programma, dat in staat is om (computer) commando's uit te voeren die interactief of vanuit een programma worden gegeven. 
In sommige operating systems wordt een command interpreter ook wel aangeduid als een shell.